# Metaniwka
Metaniwka (ukr. Метанівка, hist. pol. Metanówka) – wieś na Ukrainie, w obwodzie winnickim, w rejonie hajsyńskim, w hromadzie Sobolówka. W 2001 liczyła 947 mieszkańców, spośród których 941 wskazało jako ojczysty język ukraiński, a 6 rosyjski